# Onoszki (rejon wilejski)
Onoszki (biał. Аношкі; ros. Аношки) – wieś na Białorusi, w obwodzie mińskim, w rejonie wilejskim, w sielsowiecie Dołhinów.

## Historia
W czasach zaborów wieś w okręgu wiejskim Karolin, w gminie Dołhinów, w powiecie wilejskim, w guberni wileńskiej Imperium Rosyjskiego. W 1866 roku liczyła 229 mieszkańców w 21 domach (115 dusz rewizyjnych), należała do dóbr Karoli, własność Kamieńskich.
W latach 1921–1945 wieś leżała w Polsce, w województwie wileńskim, w powiecie wilejskim, w gminie Dołhinów.
Według Powszechnego Spisu Ludności z 1921 roku zamieszkiwało tu 317 osób, 273 było wyznania rzymskokatolickiego a 44 prawosławnego. Jednocześnie 273 mieszkańców zadeklarowało polską, 44 białoruską przynależność narodową. Było tu 71 budynków mieszkalnych. W 1931 w 91 domach zamieszkiwały 424 osoby.
Wierni należeli do parafii rzymskokatolickiej i prawosławnej w Dołhinowie. Miejscowość podlegała pod Sąd Grodzki w Dołhinowie i Okręgowy w Wilnie; właściwy urząd pocztowy mieścił się w Dołhinowie.
W wyniku napaści ZSRR na Polskę we wrześniu 1939 miejscowość znalazła się pod okupacją sowiecką. 2 listopada została włączona do Białoruskiej SRR. Od czerwca 1941 roku pod okupacją niemiecką. W 1944 miejscowość została ponownie zajęta przez wojska sowieckie i włączona do Białoruskiej SRR.
Od 1991 w składzie niepodległej Białorusi.
Od 2009 do 2013 roku  w sielsowiecie Ścieszyce.